# Akeem Agbetu
Akeem Agbetu, né le 10 mars 1988, est un footballeur nigérian évoluant au poste d'attaquant, qui peut évoluer aussi bien dans l'axe que sur les côtés. Il est sans club depuis 2016.

## Biographie
Formé au FC Ebedei (en) au Nigeria, Agbetu rejoint l'Europe en 2005 en intégrant le FC Midtjylland.
En septembre 2014, alors qu'il est libre de tout contrat et après avoir rencontré Jean-Christophe Thouvenel, il s'engage avec le Havre AC pour une durée de deux ans à la suite de la candidature de Christophe Maillol pour racheter le club, candidature qui s'avère être un échec fin janvier 2015. Depuis la prise de fonction de Thierry Goudet, Akeem Agbetu ne rentre plus dans les plans de l'entraineur havrais en faisant très rarement partie du groupe ciel et marine.